# Amiodaron
Amiodaron je jedan od najnespecifičnijih antiaritmika koji spada u III skupinu antiaritmika. Derivat je benzofurana i u svojoj kemijskoj strukturi sadržava atome joda. 

## Djelovanje
Amiodaron ima razlicita mehanizma djelovanja koja jos nisu u potpunisti istrazivani. Po jednom on blokira kalijeve kanale (Klasa III po Vaughan/Williams klasifikaciji, ali i brze i srednje natrijeve kanale (Klassa IA i IB) te smanjuje utok kalcija u srčane stanice (klasa IV). Produljuje akcijski potencijal i fazu neosjetljivosti mišićnih stanica srca na impuls. S druge strane on djeluje i kao beta-blokator, tj. inhibira adrenergičke alfa i beta receptore a takoder djeljuje na muskarinicne receptore. Sa svim antiaritmičnim medikamentima dijeli sposobnost da i sam prouzrukuje aritmije. Iako aritmije kroz amiodaron su relativno rijetke moze se cesto racunati s teskim nepozeljenim djelovanjem izvan srca na druge organe. Osim toga Amiodaron djeljuje kao FIASMA (funkcionalni inhibitor kisele sfingomijelinaze).
Smanjuje potrošnju kisika u srčanom mišiću, i to tako da blago smanjuje otpor u perifernim krvnim žilama i frekvenciju srca. Minutni volumen srca bitno se ne mijenja, a krvni tlak se samo malo snizi. Također, ne smanjuje bitno kontraktilnost srčanog mišića. 
Djeluje i na atrijske i na ventrikularne aritmije, pogotovo na one koje se ne mogu liječiti drugim antiaritmicima. Amiodaron je namijenjen za sprečavanje i liječenje fibrilacija i undulacija atrija, tahiaritmija povezanih s Wolf-Parkinson-Whiteovim sindromom, svih vrsta paroksizmalnih tahiaritmija uključujući supraventrikularnu, nodalnu i ventrikularnu tahikardiju i fibrilaciju ventrikula te aritmija nakon infarkta miokarda. Kod bolesnika sa zatajenjem srca primjena amiodarona produljuje preživljavanje.

## Terapija
Djelotvorna dnevna doza iznosi 200 mg. Ne smije se koristiti u slučajevima presporog srčanog ritma, poremećaja funkcije štitnjače, trudnoće (osim iznimno) i dojenja. Najozbiljnije nuspojave mogu biti oštećenje pluća, napadaji aritmije te oštećenje jetre. Također, mogu se javiti promjene na očima, problemi s vidom, poremećaji štitnjače, mučnina, povraćanje, smetnje okusa, ćelavost, impotencija, reakcije preosjetljivosti.